# Jean Flandrin
Pour les articles homonymes, voir Flandrin.
Jean Flandrin, dit le cardinal d'Auch (né après 1301 dans le diocèse de Viviers, et mort le 8 juillet 1415 à Peníscola) est un cardinal français du XIVe siècle et du début du XVe siècle créé par le pape d'Avignon Clément VII. Il est le frère ou le neveu du cardinal Pierre Flandrin (1371).

## Biographie
Flandrin est doyen du chapitre de Laon. Il est proposé pour le diocèse de Carpentras, mais il n'est pas élu et est élu archevêque d'Arles, mais l'élection n'entre pas en vigueur. En 1379 enfin, Flandrin est nommé archevêque d'Auch.
Le pape Clément VII le crée cardinal lors du consistoire du 17 octobre 1390. Le cardinal Flandrin participe au conclave de 1394 lors duquel le pape Benoît XIII est élu et il est un des quelques cardinaux qui lui restent fidèles en septembre 1398. En 1409 Flandrin est nommé doyen du Collège des cardinaux.